# Hans Rosemann
Hans Rosemann (* September 1867 in Glogau/Schlesien; † 14. November 1914 in Frankreich) war ein promovierter deutscher Apotheker in Berlin, der 1900 das Desinfektionsmittel Lysoform einführte und damit den Erfolg seiner im gleichen Jahr gegründeten Firma „Lysoform Dr. Hans Rosemann GmbH“ begründete.
Lysoform war eine flüssige Seife, die Formaldehyd enthielt (7 bis 8 Prozent Formaldehyd in alkoholischer Kaliseife, ätherische Öle für besseren Geruch), dessen antibakterielle Wirkung schon seit 1892 bekannt war. Lysoform war das erste Desinfektionsmittel auf Aldehyd-Basis (davor wurden Alkohole, Quecksilberverbindungen wie Quecksilber(II)-chlorid (Sublimat), Phenole in Form von Teerölen benutzt). Es gab auch Varianten, zum Beispiel mit Phenolen. Lysoform wurde bald ein großer Erfolg in Krankenhäusern und im Haushalt, nicht nur in Deutschland, sondern international. Das Unternehmen verlor aber seine Auslandsmärkte größtenteils in den beiden Weltkriegen.
Rosemann fiel 1914 im Ersten Weltkrieg. Die Firma ging an seine Tochter und ihren Ehemann, der Jurist Walter Heilgendorff, übernahm die Geschäftsleitung 1917 (er starb 1945). Früher war die Firma in Berlin-Schöneberg, jetzt in Berlin-Lankwitz, ansässig.